# گریمای مارزبان

گریما (سمت چپ) در فیلم ارباب حلقه‌هایپیتر جکسون که براد دوریف نقش او را بازی کرد.

گریما (Gríma) معروف به مارزبان یک شخصیت خیالی در داستان ارباب حلقه‌های جی. آر. آر. تالکین است. داستان او در جلد دوم، دو برج و سوم، بازگشت پادشاه کتاب آمده‌است. همچنین نقش او در افسانه‌های ناتمام گسترش می‌یابد. گریما شخصیتی دروغگو، چاپلوس و فریبکار دارد در کل تالکین شخصیت او را از آنفرث از حماسهٔ بیوولف گرفته‌است.
گریما در زبان انگلیسی باستان یا زبان ایسلندی به معنی ماسک، کلاه‌خود و شبح است. همچنین عبارت grim در انگلیسی باستان به معنی زشت نیز می‌باشد.

## توضیح

### دو برج
گریما پسر گَلمُد است که نخست خدمتگزاری خوب بود اما کم‌کم به جمع یاران سارومان می پیوند و خیانت می‌کند. از آن پس تلاش او بر این بود تا تئودن و حکومتش را با دروغ و تحریک نابجا ضعیف کند.
تالکین گریما را چنین توصیف می‌کند: مردی با چهره ای تکیده، عاقل، سفید و رنگ پریده و پشت چشمانش پهن بود (برخلاف شرقی‌ها) و زبان درازی داشت. همهٔ روهان به جز تئودن از گریما متنفر بودند و به او مارزبان می‌گفتند. گندالف بارها او را با مار مقایسه کرده بود.
چنین برداشت می‌شود که سارومان، ائووین را به عنوان پاداش به گریما قول داده بود. هنگامی که گندالف سپید و یارانش به ادوراس رسیدند و شاه را قانع کردند که آنچنان‌که گریما به او تلقین کرده ضعیف نیست، چیزهای گم شدهٔ زیادی در صندوق گریما پیدا شد از جمله هروگریم یا شمشیر شاه.
پس از آنکه تئودن به قدرت برگشت به گریما فرصت داد که یا آنها را در حمله به آیزنگارد همراهی کند و وفاداری اش را ثابت کند یا به تبعید برود و او تبعید را انتخاب کرد و نزد سارومان رفت. در هنگام روبرویی سارومان و گندالف، گریما به اشتباه پالانتیر را پرتاب کرد که به دست پیپین رسید.

### بازگشت پادشاه
گریما در سفر به شایر با سارومان همراه شد در شایر، سارومان به دنبال انتقام شکستش از هابیت‌ها بود. او نام گریما را خلاصه کرده بود و به او «مار» (یا کِرم) می‌گفت. هنگامی که سارومان از هابیت‌ها شکست خورد و دستور ترک منطقه را داد فرودو بگینز به گریما التماس کرد که به دنبال سارومان نرود حتی به او وعدهٔ غذا و سرپناه داد اما سارومان در مقابل جلوی هابیت‌ها آشکار کرد که گریما کسی است که لوتو سکویل-بگینز از اقوام فرودو را کشته و احتمالاً گوشت او را خورده‌است. در اثر این حرف، گریما، سارومان را کشت و بعد خودش با تیر یکی از کمانداران هابیت کشته شد.

### داستان‌های ناتمام
پیش از داستان ارباب حلقه‌ها نقش‌های کلیدی برای گریما آورده شده‌است برای نمونه هنگامی که گریما از روهان به آیزنگارد می‌رفت تا سارومان را از حضور گندالف در ادوراس آگاه کند، توسط نازگول دستگیر می‌شود. او به نازگول از نقشه‌های سارومان و تمایلش به شایر و موقعیت فعلی اش می‌گوید. نازگول او را آزاد می‌کند و به سرعت به شایر می‌رود.
در همین کتاب آمده‌است که گریما به تئودن معجونی می‌دهد که او را سریع تر از حد معمول پیر کند.